# Рика Ман-Вархеди
Рика Ман-Вархеди (на унгарски: Réka Mán-Várhegyi) е унгарска редакторка и писателка на произведения в жанра драма и детска литература.

## Биография и творчество
Рика Ман-Вархеди е родена през 1979 г. в Регин, Румъния. Отраства в Търгу Муреш. След падането на комунистическия режим на Чаушеско се премества в Унгария през 1990 г. Става унгарска гражданка през 1992 г.
Следва естетика и социология и специализира етнически и малцинствени изследвания. След дипломирането си работи като редактор в издателство за детски книги.
През 2014 г. е публикуван сборникът ѝ с разкази „Boldogtalanság az Auróra-telepen“ (Нещастие в квартал „Аврора“) оценена от критиката като успешен дебют и е отличен от сдружението на младите писатели Клуб „Атила Йожеф“.
Представлява Унгария на Деветия международен фестивал за къса проза „Кикинда шорт“ в Сърбия през 2014 г. През 2015 г. участва във Фестивала на писателите дебютанти на Международния панаир на книгата в Будапеща.
Пише книги за по-малки читатели, както за деца, така и за млади хора. Авторка е на още две детски книги и книга за юноши.
През 2018 г. е издаден романа ѝ „Магнитният хълм“. Събитията в романа се развиват през лятото на 1999 г. в Будапеща, където се срещат феминистка и социолог Еникьо Бьорьонд, социолога и университетски преподавател Томаш Богдан, и студентката Рика, които разсъждават и търсят решения за своето бъдеще, любов и кариера. Романът представя живота на младите академици в Унгария в началото на новото хилядолетие, и в хумористичен стил засяга редица въпроси, вариращи от женската идентичност, маргиналността – социална и интелектуална, феминизма, женското писане и сексуалността, до отговорността на интелектуалката в днешна Унгария. Книгата получава наградата за литература на Европейския съюз за 2019 г.
Писателката е носител на литературната награда „JAKkendő“ (2013) на асоциацията на младите писатели, на литературната стипендия „Петер Хорват“ (2015) и литературната награда „Тибор Дери“ (2018).
Рика Ман-Вархеди живее със семейството си в Будапеща.

## Произведения
- Boldogtalanság az Auróra-telepen (2014) – сборник разкази
- A szupermenők. Szabó Marcellina titkos naplója (2015)
- Mágneshegy (2018)
Магнитният хълм, изд.: ИК „Колибри“, София (2020), прев. Светла Кьосева

### Детска литература
- Szövegértés – Meseolvasó (2013) – с Емесе Таснади
- Itt a nyár, csuda jó a Balaton! (2013) – с Рита Чако Келемен
- Szövegértés – Vidám történetek, (2014)
- Dóri és Marci nyomoz (2014)
- Kókusz Franci, a fodrász titkosügynök (2015)

### Екранизации
- 2015 A kamaszkor vége – късометражен, разказ
- 2017 Minden vonal – късометражен
- 2017 A csatárnö bal lába életveszélyes– късометражен
- 2018 Egy nap